# Liechtenstein aux Jeux olympiques d'hiver de 1992
Cet article contient des informations sur la participation et les résultats du Liechtenstein aux Jeux olympiques d'hiver de 1992, qui ont eu lieu à Albertville en France. 

## Résultats

### Ski alpin

#### Femmes
| Athlète     | Épreuve      | Manche 1             | Manche 1             | Manche 2             | Manche 2             | Total                | Total |
| Athlète     | Épreuve      | Temps                | Rang                 | Temps                | Rang                 | Temps                | Rang  |
| ----------- | ------------ | -------------------- | -------------------- | -------------------- | -------------------- | -------------------- | ----- |
| Birgit Heeb | Super-G      |                      |                      |                      |                      | 1 min 27 s 22        | 30    |
| Birigt Heeb | Slalom géant | Abandon (1re manche) | Abandon (1re manche) | Abandon (1re manche) | Abandon (1re manche) | Abandon (1re manche) | –     |

##### Combiné femmes
| Athlète     | Descente      | Descente | Descente | Slalom         | Slalom | Slalom         | Slalom | Slalom        | Slalom | Slalom | Total  | Total |
| Athlète     | Temps         | Points   | Rang     | Temps Manche 1 | Rang   | Temps Manche 2 | Rang   | Temps total   | Points | Rang   | Points | Rang  |
| ----------- | ------------- | -------- | -------- | -------------- | ------ | -------------- | ------ | ------------- | ------ | ------ | ------ | ----- |
| Birgit Heeb | 1 min 28 s 90 | 38,14    | 23       | 39 s 34        | 29     | 45 s 28        | 21     | 1 min 24 s 62 | 126,11 | 21     | 164,25 | 20    |

#### Hommes
| Athlète        | Épreuve      | Manche 1             | Manche 1             | Manche 2             | Manche 2             | Total                | Total |
| Athlète        | Épreuve      | Temps                | Rang                 | Temps                | Rang                 | Temps                | Rang  |
| -------------- | ------------ | -------------------- | -------------------- | -------------------- | -------------------- | -------------------- | ----- |
| Markus Foser   | Descente     |                      |                      |                      |                      | Abandon              | –     |
| Daniel Vogt    | Super-G      |                      |                      |                      |                      | Abandon              | –     |
| Achim Vogt     | Super-G      |                      |                      |                      |                      | Abandon              | –     |
| Marco Büchel   | Super-G      |                      |                      |                      |                      | 1 min 17 s 25        | 36    |
| Günther Marxer | Super-G      |                      |                      |                      |                      | 1 min 16 s 48        | 26    |
| Daniel Vogt    | Slalom géant | Abandon (1re manche) | Abandon (1re manche) | Abandon (1re manche) | Abandon (1re manche) | Abandon (1re manche) | –     |
| Marco Büchel   | Slalom géant | Abandon (1re manche) | Abandon (1re manche) | Abandon (1re manche) | Abandon (1re manche) | Abandon (1re manche) | –     |
| Achim Vogt     | Slalom géant | 1 min 08 s 68        | 31                   | 1 min 06 s 02        | 26                   | 2 min 14 s 70        | 26    |
| Günther Marxer | Slalom géant | 1 min 06 s 69        | 14                   | 1 min 04 s 46        | 15                   | 2 min 11 s 15        | 15    |

##### Combiné hommes
| Athlète      | Descente      | Descente | Descente | Slalom         | Slalom | Slalom         | Slalom | Slalom        | Slalom | Slalom | Total  | Total |
| Athlète      | Temps         | Points   | Rang     | Temps Manche 1 | Rang   | Temps Manche 2 | Rang   | Temps total   | Points | Rang   | Points | Rang  |
| ------------ | ------------- | -------- | -------- | -------------- | ------ | -------------- | ------ | ------------- | ------ | ------ | ------ | ----- |
| Markus Foser | 1 min 49 s 12 | 42,30    | 33       | 59 s 08        | 33     | 1 min 00 s 50  | 30     | 1 min 59 s 58 | 104,59 | 30     | 146,89 | 29    |
| Daniel Vogt  | 1 min 48 s 97 | 40,77    | 32       | 55 s 95        | 27     | 57 s 88        | 23     | 1 min 53 s 83 | 72,15  | 23     | 112,92 | 24    |
| Achim Vogt   | 1 min 47 s 09 | 21,61    | 19       | 1 min 05 s 98  | 38     | 1 min 01 s 88  | 34     | 2 min 07 s 86 | 151,30 | 36     | 172,91 | 30    |

### Ski de fond

#### Hommes
| Épreuve                    | Athlète       | Course            | Course |
| Épreuve                    | Athlète       | Temps             | Rang   |
| -------------------------- | ------------- | ----------------- | ------ |
| 10 km classique, poursuite | Markus Hasler | 31 min 27 s 0     | 45     |
| 15 km libre, poursuite1    | Markus Hasler | 43 min 10 s 6     | 36     |
| 30 km technique classique  | Markus Hasler | 1 h 31 min 03 s 3 | 43     |

1 L'heure de départ est basé sur les résultats du 10 km. Markus Hasler part 3 minutes et 51 secondes après le vainqueur du 10 km classique, le Norvégien Vegard Ulvang.